# Wasser-Greiskraut
Das Wasser-Greiskraut (Jacobaea aquatica), auch Wasser-Kreuzkraut genannt, ist eine Pflanzenart aus der Gattung Jacobaea innerhalb der Familie der Korbblütler (Asteraceae).

## Beschreibung

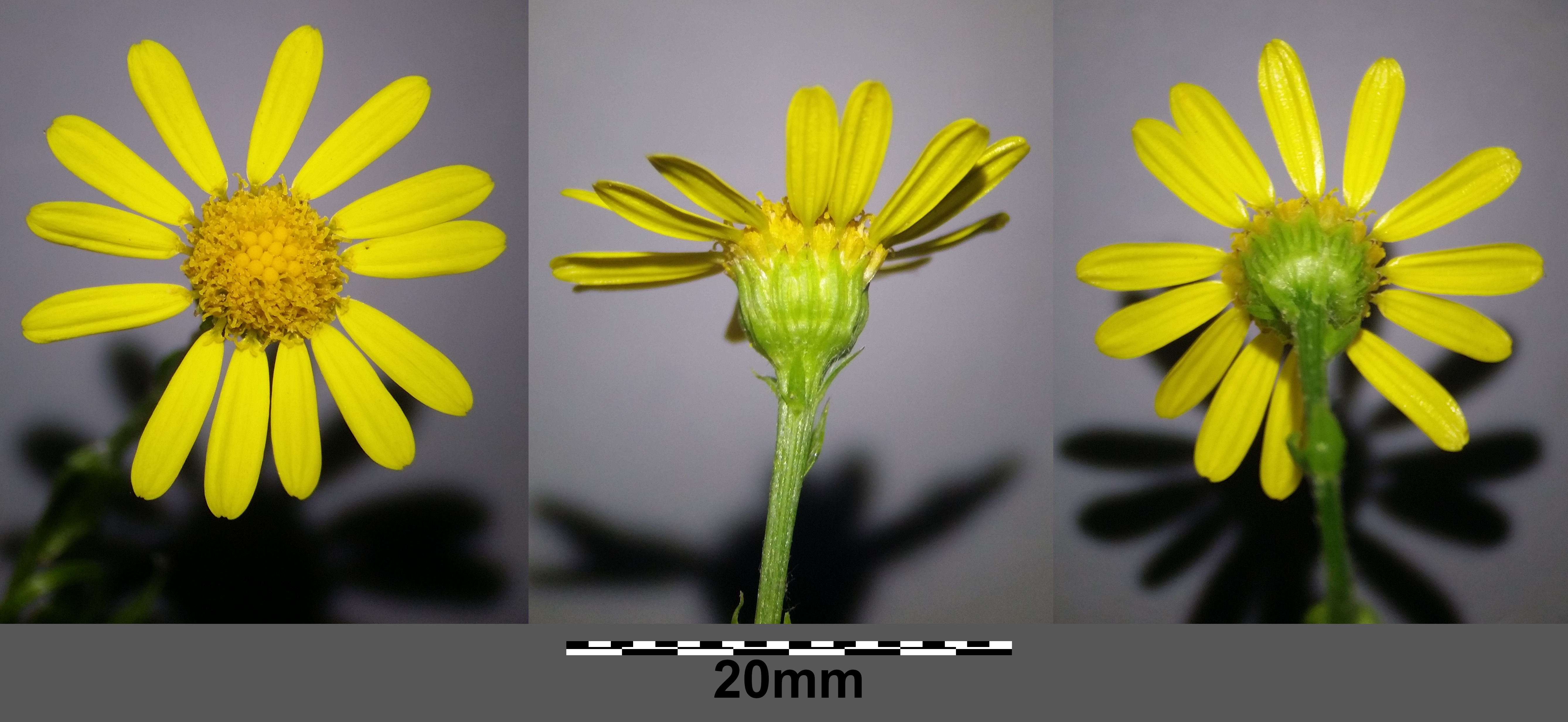
Blütenkörbchen aus unterschiedlichen Blickrichtungen von Jacobaea aquatica var. aquatica

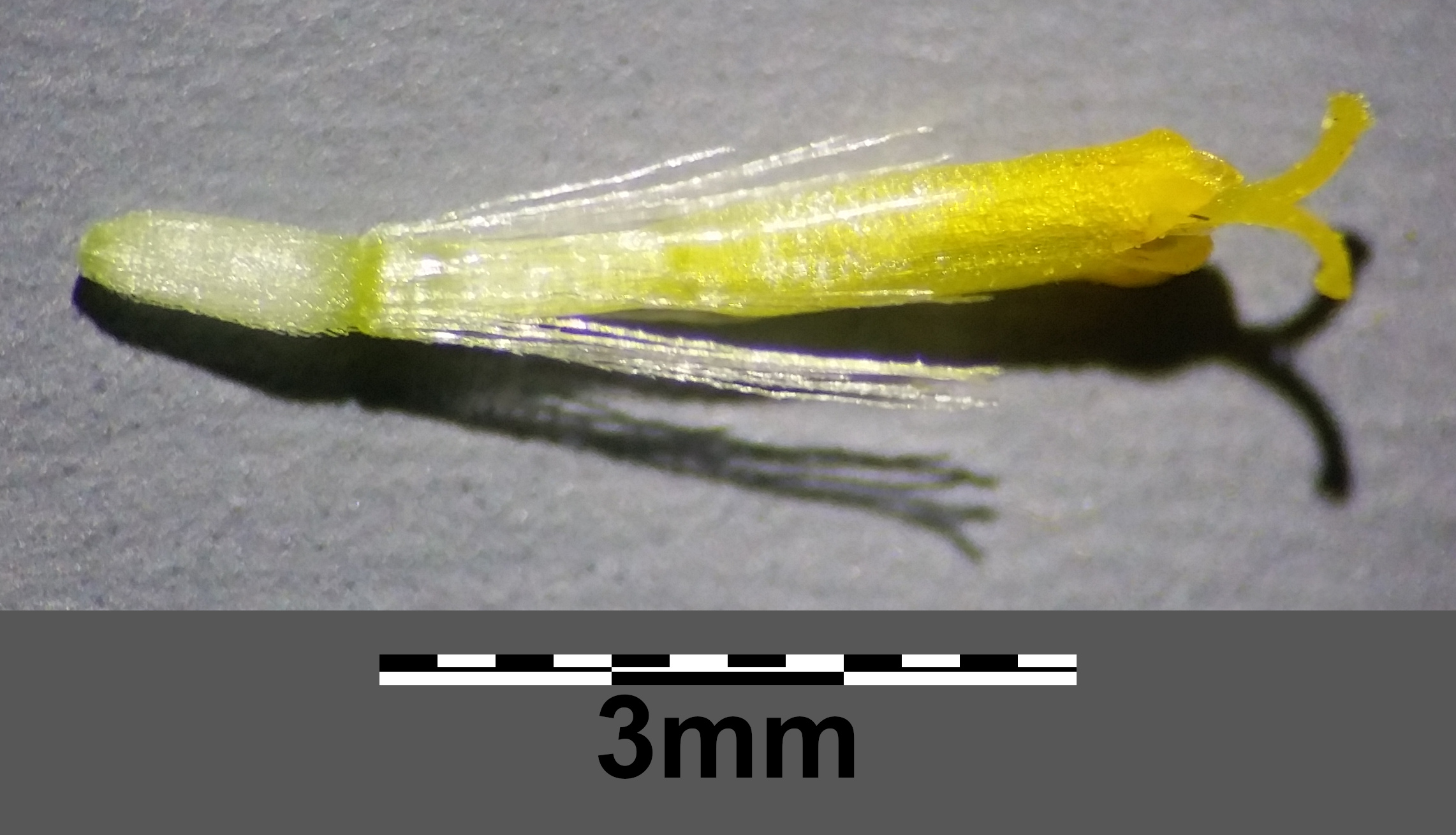
Röhrenblüte von Jacobaea aquatica var. aquatica

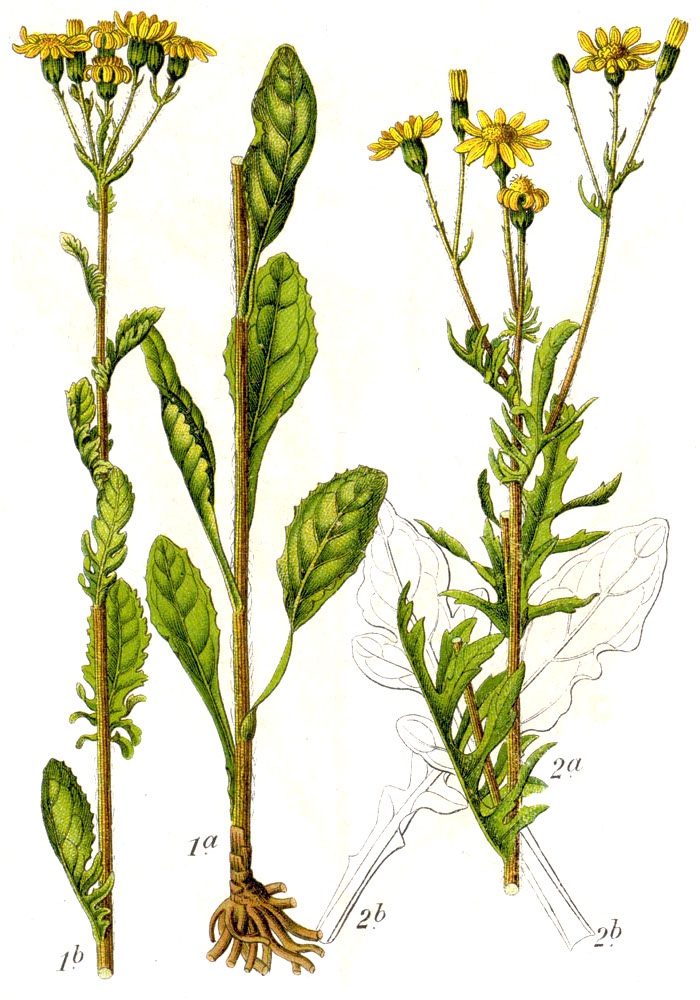
Illustration aus Sturm

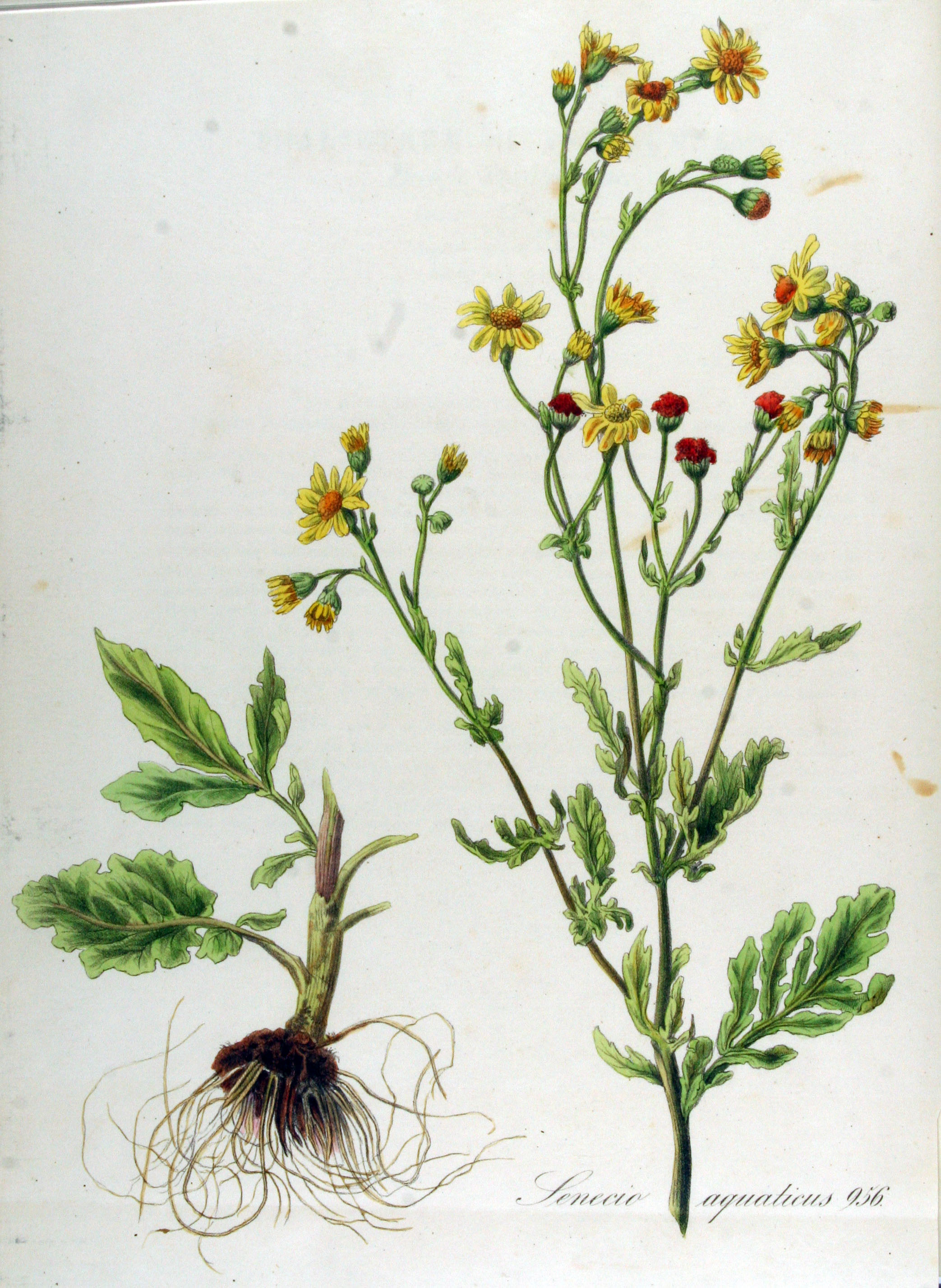
Illustration aus Flora Batava, Band 12 von Jacobaea aquatica var. aquatica

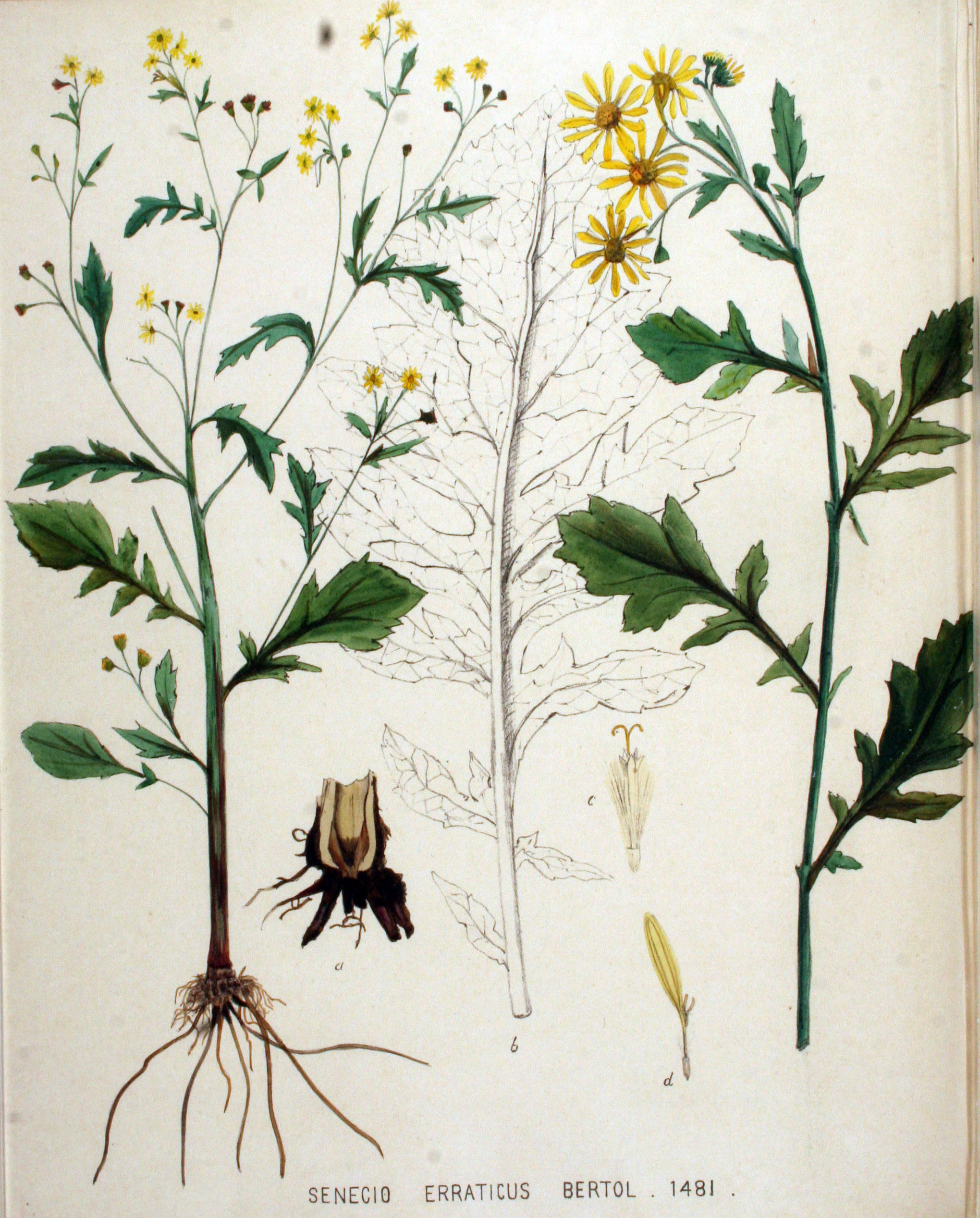
Illustration aus Flora Batava, Band 19 von Jacobaea aquatica var. erratica

### Vegetative Merkmale
Das Wasser-Greiskraut ist eine meist ein- oder zweijährige krautige Pflanze, die Wuchshöhen von 15 bis 80 Zentimetern erreicht. Die Stängel der beiden Varietäten von Jacobaea aquatica unterscheiden sich in der Verzweigung: Jacobaea aquatica var. aquatica verfügt meist nur am oberen Ende über aufwärts gerichtete Seitenäste, aber beim später blühenden Jacobaea aquatica var. erratica ist der Stängel bereits unterhalb der Mitte sparrig verzweigt.
Die zur Blütezeit oft vorhandenen Grundblätter sind zum Teil ungeteilt oder wenig eingeschnitten mit mehr oder weniger großem Endabschnitt. Die hellgrünen Stängelblätter sind fiederschnittig mit drei bis vier Fiederpaaren. Diese sind schmal-lineal-lanzettlich und in spitzem Winkel nach oben gerichtet. Die mittleren und oberen Stängelblätter sind leierförmig bis fiederteilig, mit drei oder vier Fiederpaaren, wobei die Seitenlappen im spitzen Winkel nach oben gerichtet sind und der Endlappen länglich oder eiförmig-länglich ist.

### Generative Merkmale
Die Blütezeit erstreckt sich von Juli bis August oder von Juni bis Oktober. In einem fast blattlosen, doldenrispigen Gesamtblütenstand stehen die körbchenförmigen Teilblütenstände zusammen. Die Blütenkörbchen haben einen Durchmesser von 20 bis 30 Millimetern und enthalten Zungen- und Röhrenblüten. Die Blütenkörbchen besitzen etwa 13 länglich-spatelförmige Hüllblätter und bis zu vier Außenhüllblätter. Jedes Blütenkörbchen besitzt einen Kranz mit etwa 13 hell-goldgelben, zygomorphen Zungenblüten (Strahlenblüten), die 10 bis 12 Millimeter lang und 1,5 Millimeter breit sind.
Die Achänen sind 2 Millimeter lang, kahl oder die inneren spärlich kurz behaart. Der Pappus ist zur Fruchtzeit doppelt so lang wie die Frucht und löst sich leicht ab.

### Chromosomensatz
Die Chromosomengrundzahl beträgt x = 10; es liegt Tetraploidie mit einer Chromosomenzahl von 2n = 40.

## Ökologie
Beim Wasser-Greiskraut handelt es sich um einen helomorphen Hemikryptophyt. Die Bestäubung erfolgt durch Insekten, vor allem Fliegen. Das Pflanzenexemplar stirbt nach der Samenbildung meist ab.
Es erfolgt obligate Fremdbefruchtung. Es liegt Gynomonözie vor, also befinden sich weibliche und zwittrige Blüten auf einem Pflanzenexemplar.
Die Blüten sind leicht proterandrisch, also sind zuerst die männlichen Blütenteile fertil und danach auch weiblich, wobei es eine deutliche Überlappung der Fertilät der beiden Geschlechter gibt. Es liegt sporophytische Selbstinkompatibilität vor, dabei wird die Pollenkeimung auf der Narbenoberfläche verhindert, wenn eines der beiden elterlichen Allele einem der in der Narbe exprimierten Allele entspricht; also wird Selbstbefruchtung und Samenansatz durch genetisch festgelegten Mechanismus verhindert.
Die Achänen sind die Diasporen. Die Ausbreitung der Diasporen erfolgt durch den Mund von Tieren (Stomatochorie),  Klett- und Klebausbreitung auf der Oberfläche von Tieren (Epichorie) oder durch den Wind (Anemochorie).

## Vorkommen
Das Wasser-Greiskraut ist vor allem in West- und Mitteleuropa verbreitet. Einzelvorkommen finden sich in Süd-, Ost- und Nordeuropa. In Neuseeland ist es ein Neophyt. Es gibt Fundortangaben für die Länder Portugal, Spanien, Frankreich, Italien, die Schweiz, Österreich, Deutschland, das Vereinigte Königreich, Irland, Dänemark, Norwegen, Schweden, Belgien, die Niederlande, Polen, Tschechien, Ungarn, Slowenien, Kroatien, Bulgarien, Rumänien, Griechenland, Estland, Oblast Kaliningrad, und Belarus.
In Deutschland ist es vor allem im Nordwesten und im Süden verbreitet; im Nordosten ist es deutlich seltener. In Deutschland kommt das Wasser-Greiskraut vom Flachland bis in mittlere Gebirgslagen vor und erreicht in den Alpen meist Höhenlagen von bis zu 866 Metern. In den Allgäuer Alpen steigt sie aber im Kleinen Walsertal auf der Brandalpe bei Riezlern unterhalb des Gottesacker-Gebiets bis zu einer Höhenlage von 1350 Meter auf.
Das Wasser-Greiskraut wächst in Mitteleuropa häufig in kleineren bis größeren Beständen in Nass- und Feuchtwiesen, an Gräben und Quellen auf sicker- und staunassen, kalkarmen, neutralen, humosen Tonböden. Es ist nach Oberdorfer in Mitteleuropa eine Charakterart des Verbands Calthion und kommt gebietsweise in der Assoziation Senecionetum aquaticae vor.
Die ökologischen Zeigerwerte nach Ellenberg sind: Lichtzahl 7 = Halblichtpflanze, Temperaturzahl 6 = Mäßigwärme- bis Wärmezeiger, Kontinentalitätszahl 2 = Seeklima zeigend, Feuchtezahl 8 = Feuchte- bis Nässezeiger, Feuchtewechsel = keinen Wechsel der Feuchte zeigend, Reaktionszahl 4 = Säure- bis Mäßigsäurezeiger, Stickstoffzahl 5 = mäßigen Stickstoffreichtum anzeigend, Salzzahl 0 = nicht salzertragend, Schwermetallresistenz = nicht schwermetallresistent.

### Invasive Pflanzenart – Vorsorge und Management
Für eine erfolgreiche Vorsorge gegen das Wasser-Greiskraut ist das Ausstechen erster Individuen und die Pflege einer geschlossenen Grasnarbe wesentlich, da Massenbestände nur noch aufwändig und durch standortspezifisches Management in tolerierbare Bestandsgrößen zurückzuführen sind. Wichtig für ein sachgerechtes Grünlandmanagement ist, die Grasnarbe möglichst nicht zu verletzen (beispielsweise durch bodenstörende Mäh- und Pflegegeräte oder Fahrspuren bei nassen Verhältnissen) und offene Bodenstellen zu vermeiden (auch nicht durch liegengelassene Mahdreste oder Silageballen). Ziel ist es, den Bestand auf Nutzflächen unter einer Toleranzgrenze von weniger als einem Pflanzenexemplar pro 10 m² zu halten. Das Wasser-Kreuzkraut auf typischen Standorten ausrotten zu wollen, ist nicht zweckmäßig. Es gehört seit jeher zum angestammten Arteninventar von Feuchtwiesen.
Dringender Handlungsbedarf besteht auf Wirtschaftsgrünland, wenn das Futter für Kühe oder Pferde eingesetzt wird. Auch bei der Beweidung mit Schafen oder Ziegen ist eine individuelle Risikoabschätzung notwendig. Ziele einer Regulierung sind, den Bestand und die Samenproduktion zu verringern, offene Bodenstellen zu verhindern, die Wiesenstruktur zu verbessern und eine geschlossene Grasnarbe zu entwickeln.
Bei allen Managementmaßnahmen ist auf mögliche Einschränkungen, wie beispielsweise Auflagen zum Schnittzeitpunkt oder zur Düngung auf Vertragsnaturschutzflächen, die möglichen Nutzungsformen in Schutzgebieten oder gesetzlich geschützte Biotope zu achten. Frühzeitige mechanische Verfahren kombiniert mit angepasster Nutzung ermöglichen zumeist eine ausreichende, nachhaltige Reduktion.

## Inhaltsstoffe und Giftigkeit
Das Wasser-Greiskraut ist ein giftiges Wiesen-„Unkraut“. Es ist giftig sowohl beim Verzehr als auch bei Hautkontakt.
Es ist aber nach Rauschert (1961) wie auch das Raukenblättrige Greiskraut (Jacobaea erucifolia) etwas weniger giftig als das Jakobs-Greiskraut.
Zurückzuführen ist die giftige Wirkung auf Pyrrolizidin-Alkaloide. Pferde und Rinder sind darauf empfindlicher als Schafe und Ziegen. Eine Vergiftungsgefahr besteht vor allem dann, wenn Wasser-Greiskraut in Heu oder Silage enthalten ist und verfüttert wird. Durch die Futterkonservierung werden die Bitterstoffe abgebaut, wohingegen die Giftstoffe enthalten bleiben, sodass die Tiere die Giftpflanze nicht mehr als solche erkennen können. Die Wirkung der Giftstoffe ist kumulativ, das heißt, auch kleine, jedoch stetig aufgenommene Mengen können zu Leberschäden und letztendlich zu tödlichen Vergiftungen führen. Die Wirkung des Gifts auf den menschlichen Organismus ist noch nicht vollständig bekannt. Deshalb werden Lebensmittel wie Milch, Honig und Kräuter auf Pyrrolizidin-Alkaloide untersucht.

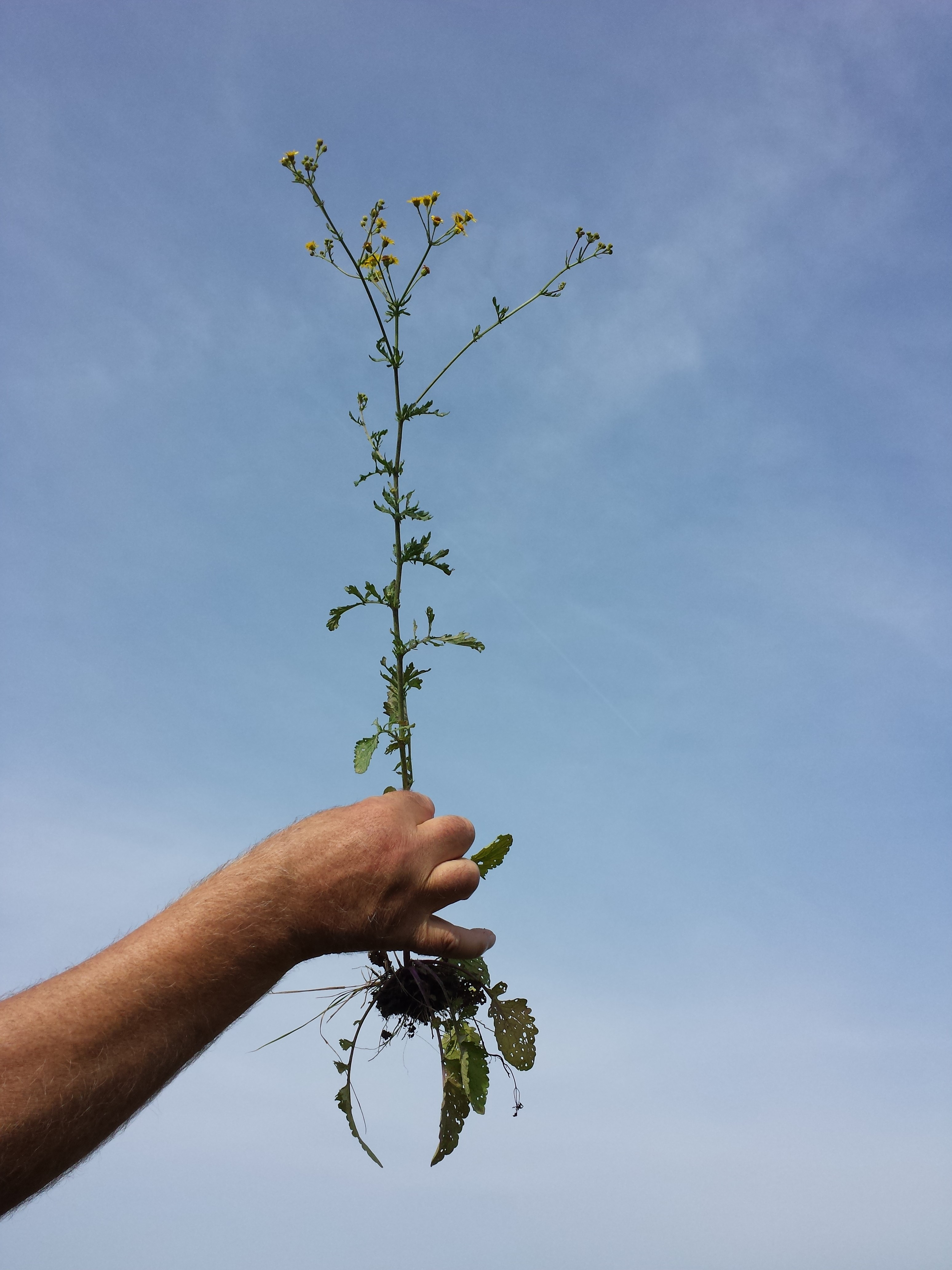
Jacobaea aquatica var. erratica

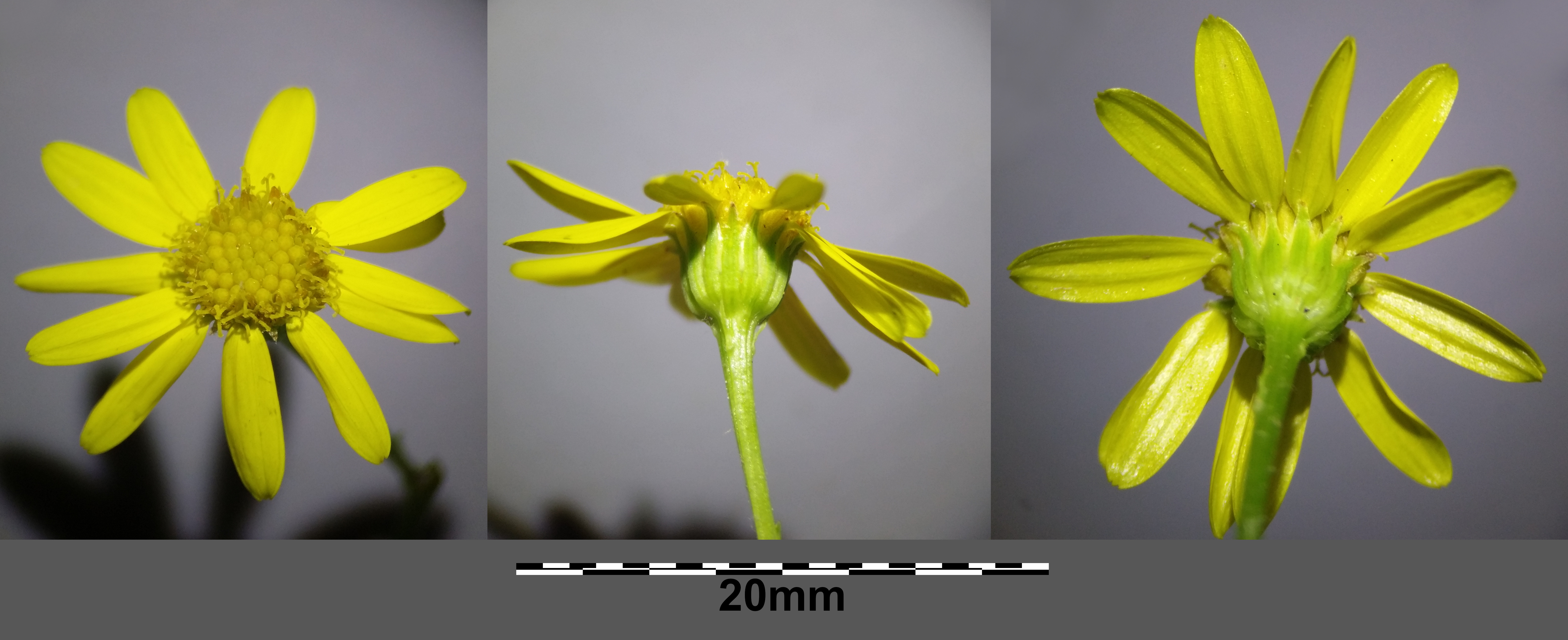
Blütenkörbchen aus unterschiedlichen Blickrichtungen von Jacobaea aquatica var. erratica

## Systematik
Die Erstveröffentlichung erfolgte 1761 unter dem Namen (Basionym) Senecio aquaticus durch John Hill in Vegetable System, Band 2 (2), S. 120, Tafel 86, fig. 24. Die Neukombination zu Jacobaea aquatica (Hill) G.Gaertn., B.Mey. & Scherb. wurde 1801 Philipp Gottfried Gaertner et al. in Oekonomisch-Technische Flora der Wetterau, Band 3, 1, S. 210 veröffentlicht. Ein weiteres Synonym für Jacobaea aquatica (Hill) G.Gaertn. & al. ist Senecio pratensis Richt.
Die Arten Jacobaea aquatica (Hill) G.Gaertn., B.Mey. & Scherb., Jacobaea argunensis (Turcz.) B.Nord., Jacobaea erratica (Bertol.) Fourr., Jacobaea erucifolia (L.) G.Gaertn. & al., Jacobaea lycopifolia (Poir.) Greuter & B.Nord., Jacobaea ornata (Druce) Greuter & B.Nord. und Jacobaea vulgaris Gaertn. werden zuweilen als Artengruppe zusammengefasst: Jacobaea erucifolia agg.
Bei manchen Autoren sind bei der Art Jacobaea aquatica zwei Varietäten enthalten, bei anderen Autoren sind es eigene Arten:
- Jacobaea aquatica (Hill) G.Gaertn., B.Mey. & Scherb. var. aquatica: Die ökologischen Zeigerwerte nach Landolt et al. 2010 sind in der Schweiz für diese Varietät: Feuchtezahl F = 4w+ (sehr feucht aber stark wechselnd), Lichtzahl L = 4 (hell), Reaktionszahl R = 3 (schwach sauer bis neutral), Temperaturzahl T = 4 (kollin), Nährstoffzahl N = 3 (mäßig nährstoffarm bis mäßig nährstoffreich), Kontinentalitätszahl K = 2 (subozeanisch).[9]
- Spreizblättriges Greiskraut (Jacobaea aquatica var. erratica (Bertol.) Pelser & Meijden, Syn.: Jacobaea erratica (Bertol.) Fourr., Senecio erraticus Bertol., Senecio jacobaea L. var. barbareifolius Fiori): Es kommt in Süd-, Mittel- und in Osteuropa, in Nordafrika, Westasien und im Kaukasusraum vor.[4] Die ökologischen Zeigerwerte nach Landolt et al. 2010 sind in der Schweiz für diese Varietät: Feuchtezahl F = 4w+ (sehr feucht aber stark wechselnd), Lichtzahl L = 4 (hell), Reaktionszahl R = 3 (schwach sauer bis neutral), Temperaturzahl T = 4 (kollin), Nährstoffzahl N = 3 (mäßig nährstoffarm bis mäßig nährstoffreich), Kontinentalitätszahl K = 2 (subozeanisch).[10]